# Цегівська сільська рада
Це́гівська сільська́ ра́да — колишня адміністративно-територіальна одиниця та орган місцевого самоврядування в Горохівському районі Волинської області. Адміністративний центр — село Цегів.

## Загальні відомості
- Територія ради: 65,36 км²
- Населення ради: 3563 особи (станом на 2001 рік). Кількість дворів — 1005.
- Територією ради протікає річка Липа
- На території ради розташований Мар'янівський став.

Припинила існування через входження до Мар'янівської селищної об'єднаної територіальної громади 17 січня 2019 року. Натомість утворено Цегівський старостинський округ при Мар'янівській селищній громаді.

## Господарська діяльність
В Цегівській сільській раді працює 4 школи: 2 початкові, 1 неповна середня і 1 середня, 3 будинки культури, бібліотека, 3 дитячих садки, 4 медичні заклади, 1 відділення зв'язку, 4 АТС на 218 номерів, 12 торговельних закладів.
По території ради проходять Н17, Т 0302, О030210, О030214, залізничний шлях лінії Ківерці — Підзамче (Рівненська дирекція залізничних перевезень Львівської залізниці).

## Населені пункти
Сільраді підпорядковані населені пункти:
- с. Цегів
- с. Борочиче
- с. Сільце
- с. Широке

Рада складається з 14 депутатів та голови.
- Голова ради: Холодзьон Валерій Анатолійович
- Секретар ради: Петровська Марія Сергіївна

## Населення
Згідно з переписом УРСР 1989 року чисельність наявного населення сільської ради становила 3709 осіб, з яких 1704 чоловіки та 2005 жінок.
За переписом населення України 2001 року в сільській раді мешкало 3556 осіб.

### Мова
Розподіл населення за рідною мовою за даними перепису 2001 року:
| Мова       | Відсоток |
| ---------- | -------- |
| українська | 99,64 %  |
| російська  | 0,25 %   |
| угорська   | 0,03 %   |

### Керівний склад попередніх скликань
| Прізвище, ім'я, по батькові    | Основні відомості                                                                                   | Дата обрання | Дата звільнення |
| ------------------------------ | --------------------------------------------------------------------------------------------------- | ------------ | --------------- |
| Холодзьон Валерій Анатолійович | Сільський голова, 1963 року народження, освіта середня спеціальна, член Української Народної Партії | 26.03.2006   | 31.10.2010      |
| Холодзьон Валерій Анатолійович | Сільський голова, 1963 року народження, освіта середня спеціальна, безпартійний                     | 31.10.2010   | 25.10.2015      |
| Холодзьон Валерій Анатолійович | Сільський голова, 1963 року народження, освіта професійно-технічна, безпартійний                    | 25.10.2015   |                 |

Примітка: таблиця складена за даними сайту Верховної Ради України та ЦВК

### Депутати VII скликання
За результатами місцевих виборів 2015 року депутатами ради стали:

#### За суб'єктами висування
| Суб'єкт висування      | Кількість обраних депутатів | %     |
| ---------------------- | --------------------------- | ----- |
| Самовисування          | 10                          | 71.43 |
| Аграрна партія України | 4                           | 28.57 |

#### За округами
| № округу | Прізвище, ім'я, по батькові      | Ким висунуто           | Дата нар.  | Освіта              | Партійна приналежність | Відомості                                                             |
| -------- | -------------------------------- | ---------------------- | ---------- | ------------------- | ---------------------- | --------------------------------------------------------------------- |
| 1        | Юзва Валерій Євгенійович         | Самовисування          | 30.04.1960 | професійно-технічна | безпартійний           | Цегівська сільська рада, землевпорядник                               |
| 2        | Пасічник Микола Андрійович       | Самовисування          | 16.10.1963 | вища                | безпартійний           | ФГ «Сім'я», голова                                                    |
| 3        | Федюк Руслан Дмитрович           | Самовисування          | 25.12.1990 | вища                | безпартійний           | Львівська копальня кави, офіціант                                     |
| 4        | Трикуш Ольга Іванівна            | Самовисування          | 19.02.1982 | вища                | безпартійна            | Відділ Держземагенства у Горохівському районі, спеціаліст І категорії |
| 5        | Маціюк Валентина Євгеніївна      | Самовисування          | 16.05.1977 | вища                | безпартійна            | Приватний підприємець                                                 |
| 6        | Садольський Ярослав Анатолійович | Самовисування          | 10.03.1976 | професійно-технічна | безпартійний           | Приватний підприємець                                                 |
| 7        | Михайлюк Галина Мирославівна     | Самовисування          | 02.03.1981 | професійно-технічна | безпартійна            | Не працює                                                             |
| 8        | Павлік Катерина Євгенівна        | Самовисування          | 13.01.1979 | вища                | безпартійна            | Цегівська сільська рада, головний бухгалтер                           |
| 9        | Петровська Марія Сергіївна       | Аграрна партія України | 07.01.1968 | професійно-технічна | безпартійна            | Цегівська сільська рада, секретар                                     |
| 10       | Органістий Валерій Євгенійович   | Самовисування          | 27.06.1968 | вища                | безпартійний           | Приватний підприємець, підприємець                                    |
| 11       | Якобчук Галина Василівна         | Аграрна партія України | 15.03.1979 | професійно-технічна | безпартійна            | ТзОВ Горохів-насіння, механізатор                                     |
| 12       | Базюк Орест Леонідович           | Аграрна партія України | 09.05.1986 | професійно-технічна | безпартійний           | Не працює                                                             |
| 13       | Калахан Тетяна Віталіївна        | Аграрна партія України | 12.02.1984 | професійно-технічна | безпартійна            | ПП «Названська Л. С.», продавець                                      |
| 14       | Садова Ольга Василівна           | Самовисування          | 08.03.1983 | професійно-технічна | безпартійна            | Фельдшерсько-акушерський пункт с. Цегів, завідувач                    |